# Рентгенівська трубка

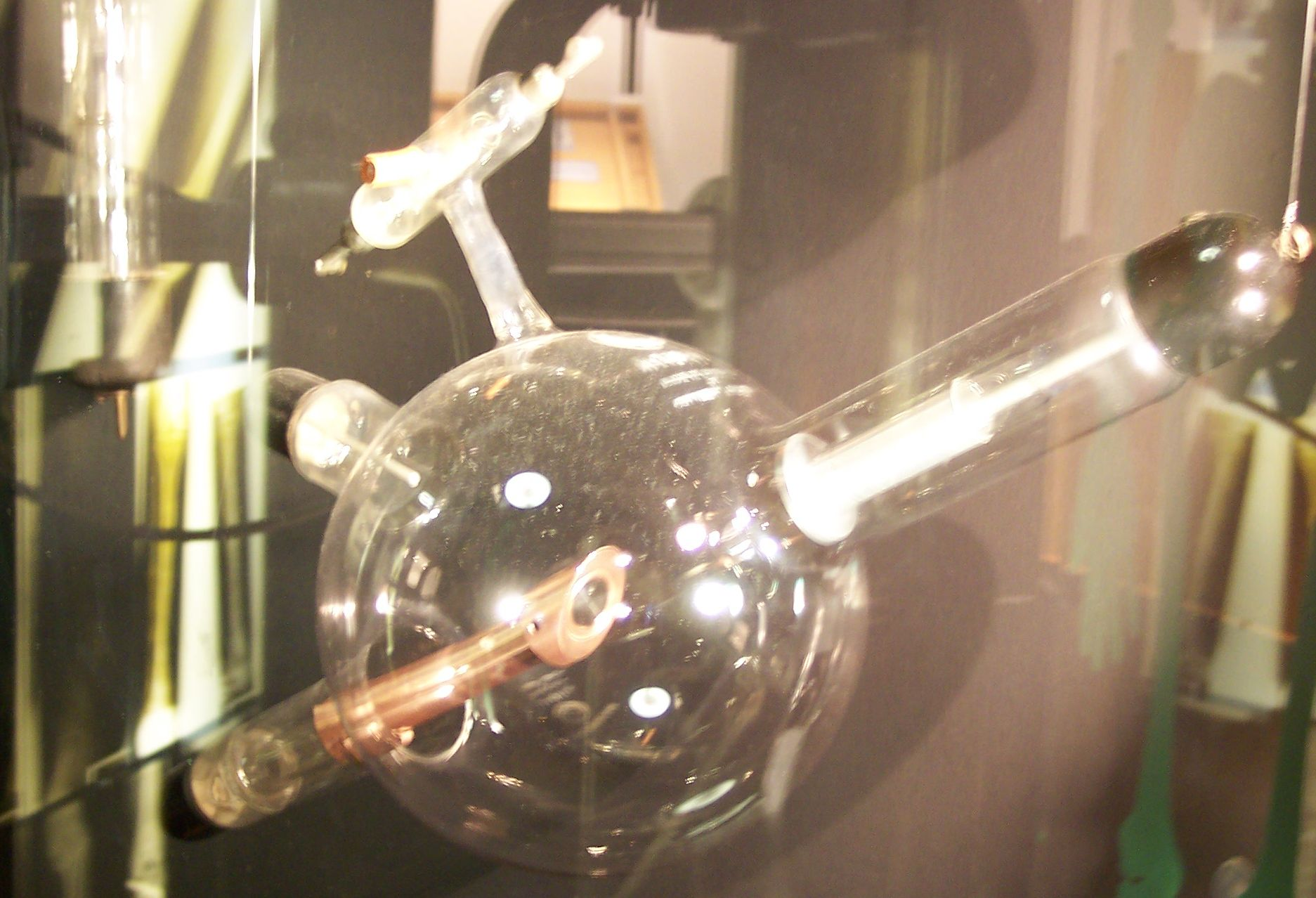
Медична Рентгенівська трубка 60 років 20 століття

Рентге́нівська тру́бка являє собою певний тип електровакуумної лампи для добування рентгенівських променів. Назва трубки походить від імені німецького фізика Вільгельма Конрада Рентгена.

## Принцип дії

Схематичне зображення рентгенівської трубки. X — рентгенівські промені K — катод, А — анод (його ще називають деколи антикатодом), С — тепловідвід (охолодження), U_{h} — напруга розжарення катода, U_{a} — прискорююча напруга, W_{in} — ввід водяного охолодження, W_{out} — вивід водяного охолодження анода.

Рентгенівські промені виникають при сильному прискоренні заряджених частинок (гальмівне випромінювання), або при високоенергетичних переходах у електронних оболонках атомів або молекул. Обидва ефекти використовуються в рентгенівських трубках.
У рентгенівських трубках електрони, випущені катодом при нагріванні, прискорюються під дією різниці електричних потенціалів між анодом і катодом (при цьому рентгенівські промені не генеруються, бо прискорення надто мале) і вдаряються в анод, де відбувається їхнє різке гальмування. При цьому за рахунок гальмівного випромінювання відбувається генерація випромінювання рентгенівського діапазону при вибиванні електронів із внутрішніх електронних оболонок атомів анода. Порожні місця в оболонках займаються іншими електронами атома. При цьому випускається рентгенівське випромінювання з характерним для матеріалу анода спектром енергій (характеристичне випромінювання, частоти його визначаються законом Мозлі: {\displaystyle {\sqrt {\nu }}=A(Z-B)} , де Z — атомний номер елемента анода, A і B — константи для певного значення головного квантового числа n електронної оболонки).

## Елементи конструкції

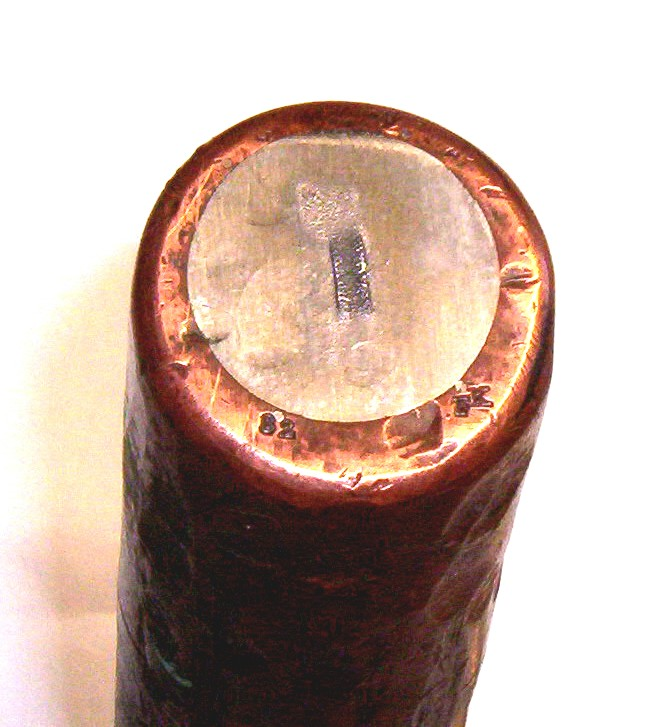
Вольфрамовий анод у мідному тримачі із слідами зношення, діаметр 30 мм.

Основними конструктивними елементами таких трубок є металеві катод і анод (який раніше називався також антикатод).В даний час аноди виготовляються головним чином з міді і та їх частина, куди ударяють електрони, — з міді, молібдену, срібла та деяких інших металів.
У процесі прискорення-гальмування лише близько 1% кінетичної енергії електрона йде на рентгенівське випромінювання, 99% енергії перетворюється в тепло.